# Trifești (Iași)
Trifești is een Roemeense gemeente in het district Iași.
Trifești telt 3777 inwoners.